# カビネット
カビネット(Kabinett)は、ドイツのQmPワインと呼ばれる高級ワイン（特級ワイン）に認められた６つあるPrädikat（肩書き）の一つで、一番下にランクされている。醸造の際に、糖分を補うことが許されず、アルコール度数が低く、比較的軽い味わいのものが多い。
Kabinettは、英語のcabinetと同じく、密室あるいは小部屋の意味で、また、教会や役所などに自分の部屋が与えられている閣僚の意味もある。19世紀の初めにヘッセンの領主になった公爵のナッサウは、勝手に僧侶たちを追い出してエーベルバッハ修道院を接収してしまったが、そこの密室に隠されていたワインがあまりにもうまかったので、これをカビネットと名付けたという。また、閣僚たちが集まるときにあけたので、その名をつけたともいわれている。